# حبر صلب

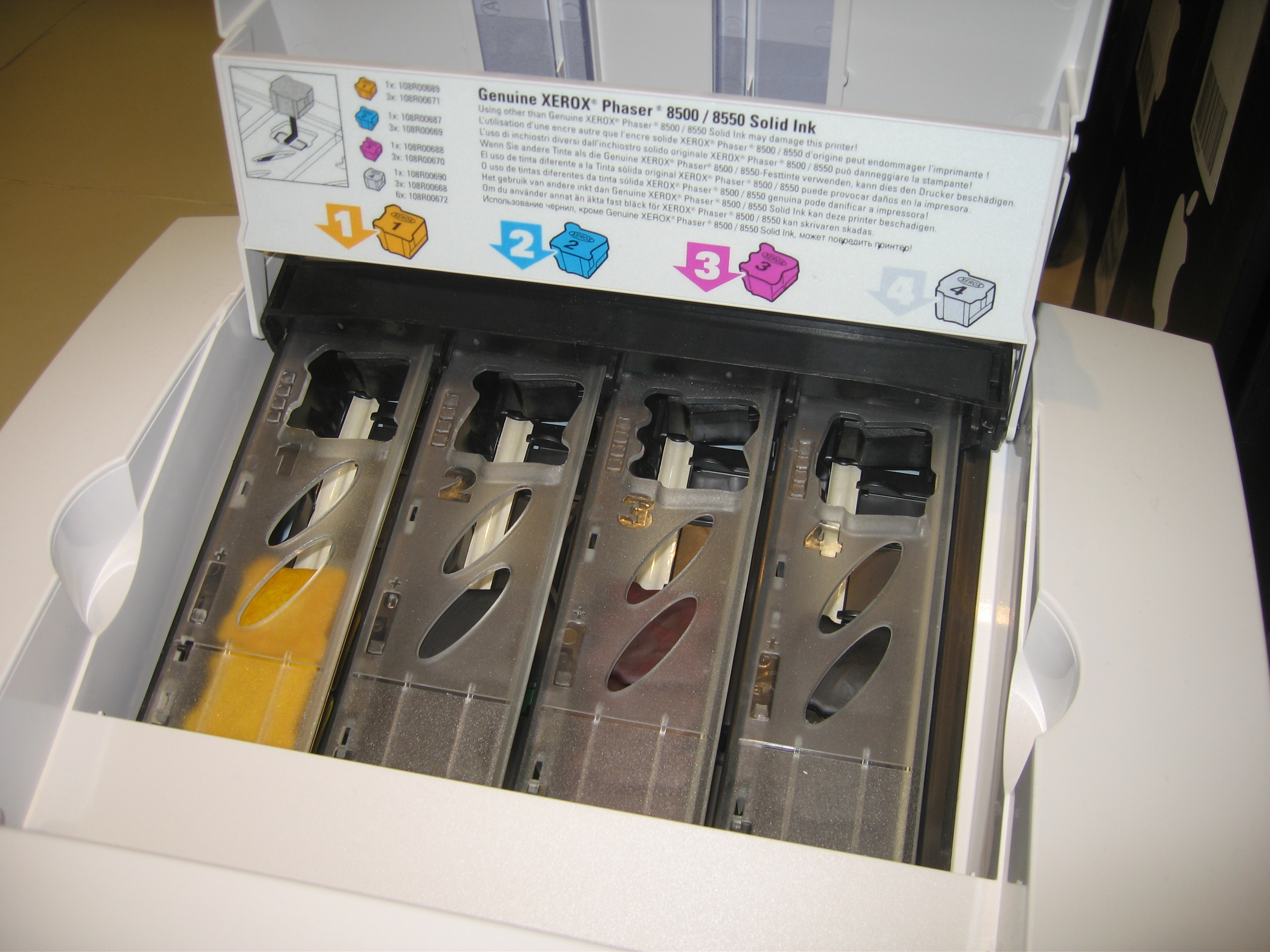

الحبر الصلب هو تقنية تُستخدم في الطابعات الحاسوبية والأجهزة متعددة الوظائف، يعود فضل ابتكارها إلى شركة تكترونيكس في عام 1986.
بعد أن حصلت شركة زيروكس على قسم الطباعة والتصوير بالألوان في شركة تكترونيكس في عام 2000، أصبحت تقنية الحبر الصلب جزءًا من سلسلة زيروكس لمنتجات الطباعة المكتبية والتصوير. ركزت العروض الأولى على صناعة الفنون الرسومية. مع ذلك، ولإحباط معركة قانونية مع شركة داتابرودكتس، انتهى الأمر بتكترونيكس إلى دفع إتاوات لداتابرودكتس من أجل استخدام التكنولوجيا نظرًا إلى حيازة هذه الأخيرة لبراءات الاختراع، المشتراة من شركة إكسون، المتعلقة بجوانب الطباعة بالحبر الصلب.
طُورت أول طابعة حبر صلب، إس آي-480، وصُدرت إلى السوق في عام 1988 من قبل شركة داتابرودكتس. كانت هذه طابعة أحادية اللون لذا حققت نجاحًا محدودًا.
طُرحت أول طابعة حبر صلب ملونة، تدعى تكترونيكس فيزرجت بكسي، في يونيو 1991 بتكلفة نحو 10,000 دولار أمريكي. أطلقت شركة داتابرودكتس طابعة حبر صلب ملونة، ذا جولت، في سبتمبر 1991.
مع تحسن التكنولوجيا وانخفاض التكاليف، تحول التركيز إلى بيئات الطباعة المكتبية حيث يُهتم بالجودة وكفاءة التكلفة.

## لمحة تاريخية
في تسعينيات القرن العشرين، طُرحت سلسلة من طابعات الحبر الصلب القادرة على الطباعة حتى حجم تابلويد إكسترا (12×18 إنش)، تتضمن طابعات تكترونيكس فيزر 3، وتكترونيكس فيزر 300، اختتامًا بتكترونيكس فيزر 380 في عام 1997. أطلِقت طابعة حبر صلب ذات التنسيق العريض؛ فيزر 600، في عام 1996. كانت طابعة فيزر 600 قادرة على استخدام ورق بعرض يصل إلى 48 إنش.
ابتداءً من يوليو 2015، تعد الطابعات زيروكس كلركيوب 8580، كلركيوب 8880، كلركيوب 8700، وكلركيوب 8900، طرز طابعات الحبر الصلب الحالية.
في الآونة الأخيرة، توقفت شركة زيروكس عن بيع طابعات الحبر الصلب.

## التصميم
تستخدم تقنية الحبر الصلب قوالب حبر صلب بدلًا من الحبر السائل أو مسحوق الحبر المستخدم عادةً في الطابعات. تستخدم بعض أنواع طابعات الحبر الصلب كرات صغيرة من الحبر الصلب، والتي تُخزن في قادوس الحبر قبل نقلها إلى رأس الطباعة بواسطة ترس دودي. بعد تحميل الحبر الصلب في جهاز الطباعة، يُذاب ويُستخدم لإنتاج صور على الورق في عملية مماثلة للطباعة الأوفست. تدّعي شركة زيروكس أن الطباعة بالحبر الصلب تنتج ألوانًا أكثر حيوية من الطرق الأخرى، وأنها سهلة الاستخدام، ويمكنها الطباعة على مجموعة كبيرة من الوسائط، وتُعتبر أكثر صداقة للبيئة نظرًا إلى قلة المخلفات. تتميز القوالب بأنها غير سامة وآمنة في التعامل معها. في منتصف تسعينيات القرن العشرين، أكل رئيس تكترونيكس جزءًا من قالب الحبر الصلب، ما دلّ على أمان التعامل معها وأكلها على سبيل الافتراض. كان وسط الحبر (على الأقل في ذلك الوقت) مصنوعًا من الزيوت النباتية المعالجة والمناسبة للطعام.